# Estelle Cascino
Estelle Cascino (ur. 13 marca 1996 w Marsylii) – francuska tenisistka.

## Kariera tenisowa
Zadebiutowała w cyklu ITF Women’s Circuit w 2011 roku, a w 2022 w turnieju głównym rangi WTA.
Cztery razy otrzymała dziką kartę podczas turniejów Roland Garros w grze deblowej: w French Open 2019 (w parze z Elixane Lechemia), French Open 2021 i French Open 2022 (z Jessiką Ponchet oraz French Open 2023 (w parze z Carole Monnet). W 2023 dzięki dzikiej karcie grała także w turnieju mikstów w parze z Danem Addedem.
W rankingu gry pojedynczej najwyżej był na 406. miejscu (25 grudnia 2017), a w klasyfikacji gry podwójnej na 111. pozycji (12 września 2022).

## Finały turniejów WTA
| Legenda                   | Legenda |
| ------------------------- | ------- |
| Wielki Szlem              |         |
| Igrzyska olimpijskie      |         |
| WTA Tour Championships    |         |
| od 2021                   |         |
| WTA 1000 (obowiązkowe)    |         |
| WTA 1000 (nieobowiązkowe) |         |
| WTA 500                   |         |
| WTA 250                   |         |
| WTA 125                   |         |

### Gra podwójna 3 (0–3)
| Końcowy wynik | Nr | Data            | Turniej    | Nawierzchnia | Partnerka       | Przeciwniczki                     | Wynik finału      |
| ------------- | -- | --------------- | ---------- | ------------ | --------------- | --------------------------------- | ----------------- |
| Finalistka    | 1. | 19 grudnia 2021 | Limoges    | Twarda       | Jessika Ponchet | Monica Niculescu Wiera Zwonariowa | 4:6, 4:6          |
| Finalistka    | 2. | 8 maja 2022     | Saint-Malo | Ceglana      | Jessika Ponchet | Eri Hozumi Makoto Ninomiya        | 6:7(1), 1:6       |
| Finalistka    | 3. | 4 maja 2024     | Saint-Malo | Ceglana      | Carole Monnet   | Amina Anshba Anastasia Dețiuc     | 6:7(7), 6:2, 5–10 |